# Вегансонес
Вегансонес (ісп. Veganzones) — муніципалітет в Іспанії, у складі автономної спільноти Кастилія-і-Леон, у провінції Сеговія. Населення — 266 осіб (2010).
Муніципалітет розташований на відстані близько 140 км на північний захід від Мадрида, 80 км на захід від Сеговії.

## Демографія
Динаміка населення (INE ):